# Jennifer Lien
Jennifer Anne Lien (n. 24 august 1974, Palos Heights⁠(d), Illinois, SUA) este o actriță americană. Este cel mai cunoscută pentru rolul extraterestrei Kes  din serialul Star Trek: Voyager. 

## Filmografie

### Film
| An   | Titlu                          | Rol            | Note                      |
| ---- | ------------------------------ | -------------- | ------------------------- |
| 1990 | Baby Blood                     | Yanka          | Voce                      |
| 1998 | American History X             | Davina Vinyard |                           |
| 1998 | Hoofboy                        | Nemențiomat    | Scurtmetraj               |
| 1998 | The Lion King 2: Simba's Pride | Vitani         | Direct-pe-video; Animație |
| 1998 | SLC Punk!                      | Sandy          |                           |
| 2001 | Rubbernecking                  | Nurse          |                           |

### Televiziune
| An              | Titlu                                         | Rol                   | Note                                                       |
| --------------- | --------------------------------------------- | --------------------- | ---------------------------------------------------------- |
| 1990            | Brewster Place                                | Music Academy Student | Episodul: "One Small Step at a Time"                       |
| 1991–1992       | Another World                                 | Hannah Moore          | Rol secundar; nr. episoade necunoscut                      |
| 1993–1994       | Phenom                                        | Roanne                | 22 de episoade                                             |
| 1994            | The Critic                                    | Valerie Fox           | Episodul: "The Pilot"                                      |
| 1995            | Inside the New Adventure – Star Trek: Voyager | Rolul ei              | special TV                                                 |
| 1995–1997; 2000 | Star Trek: Voyager                            | Kes                   | 68 de episoade; personaj principal în primele trei sezoane |
| 1996            | Duckman: Private Dick/Family Man              | Movie Actress         | Episodul: "Apocalypse Not"                                 |
| 1996            | Aventurile reale ale lui Jonny Quest          | Elise                 | Episodul: "Eclipse"                                        |
| 1996            | Star Trek: 30 Years and Beyond                | Rolul ei / Kes        | special TV                                                 |
| 1997            | Superman: Seria animată                       | Inza Nelson           | Episodul: "The Hand of Fate"                               |
| 1997–2000       | Men in Black: The Series                      | Agent L               | 40 de episoade; serial animat                              |

## Legături externe
- en Jennifer Lien la Memory Alpha (site wiki pentru Star Trek)
- Jennifer Lien la Internet Movie Database